# Hjerneingeniørvidenskab
Hjerneingeniørvidenskab (også kendt som neuroingeniørvidenskab ) er en disciplin inden for den biomedicinskingeniørvidenskab, der bruger teknikker til at forstå, reparere, erstatte eller forbedre hjerne- og nervesystemer. Neuroingeniører er unikt kvalificerede til at løse problemer på grænsefladen mellem levende nerve væv og ikke-levende materiale.
Hjerneingeniørvidenskab trækker på områderne computationel neurovidenskab, eksperimentel neurovidenskab, neurologi, elektroteknik og signalbehandling af levende neuralt væv og omfatter elementer fra robotteknologi, kybernetik, computerteknik, neuralvævsteknik, materialevidenskab og nanoteknologi.
Fremtrædende kliniske mål på området omfatter restaurering og forøgelse af menneskelig funktion via direkte interaktioner mellem nervesystemet og computersystemer.
Meget af den samtidige forskning er fokuseret på at forstå kodningen og bearbejdningen af information i de sensoriske og motoriske systemer, kvantificere, hvordan denne behandling ændres i den patologiske tilstand, og hvordan den kan manipuleres gennem interaktioner med kunstige enheder, herunder brain-computer interfaces og neuroproteser.
Anden forskning koncentrerer sig mere om undersøgelse ved eksperimentering, herunder brugen af neurale implantaterforbundet med ekstern teknologi.